# Ultimate
L'ultimate o ultimate Frisbee és un esport d'equip competitiu que es juga amb un disc volador o frisbee. L'esport va néixer el 1968 als Estats Units amb un grup d'estudiants de la Columbia High School de Maplewood. Va aterrar a Catalunya a finals de la dècada del 1990. L'objectiu en un partit d'Ultimate és anotar el major nombre de gols possible fent-se amb el control d'un disc volador o frisbee a la zona d'anotació contrària mitjançant passades, sense que caigui ni sigui interceptat pels rivals i sense córrer amb el disc a la mà.
L'ultimate es caracteritza pel seu esperit del joc, amb els principis de joc net, esportivitat i goig de jugar. Per fomentar el fair play hi ha dues classificacions als resultats dels torneigs, la competitiva i la de l'esperit de joc. Al final de cada partit els dos equips es reuneixen en un cercle per comentar el partit i valorar el rival a partir de l'ús de les normes, contacte físic, imparcialitat, autocontrol i comunicació. És un esport que es pot practicar sobre gespa, a l'interior o en platja, en les categories femení, mixt i masculí. La categoria més popular és mixt sobre la superfície de platja.

## Catalunya

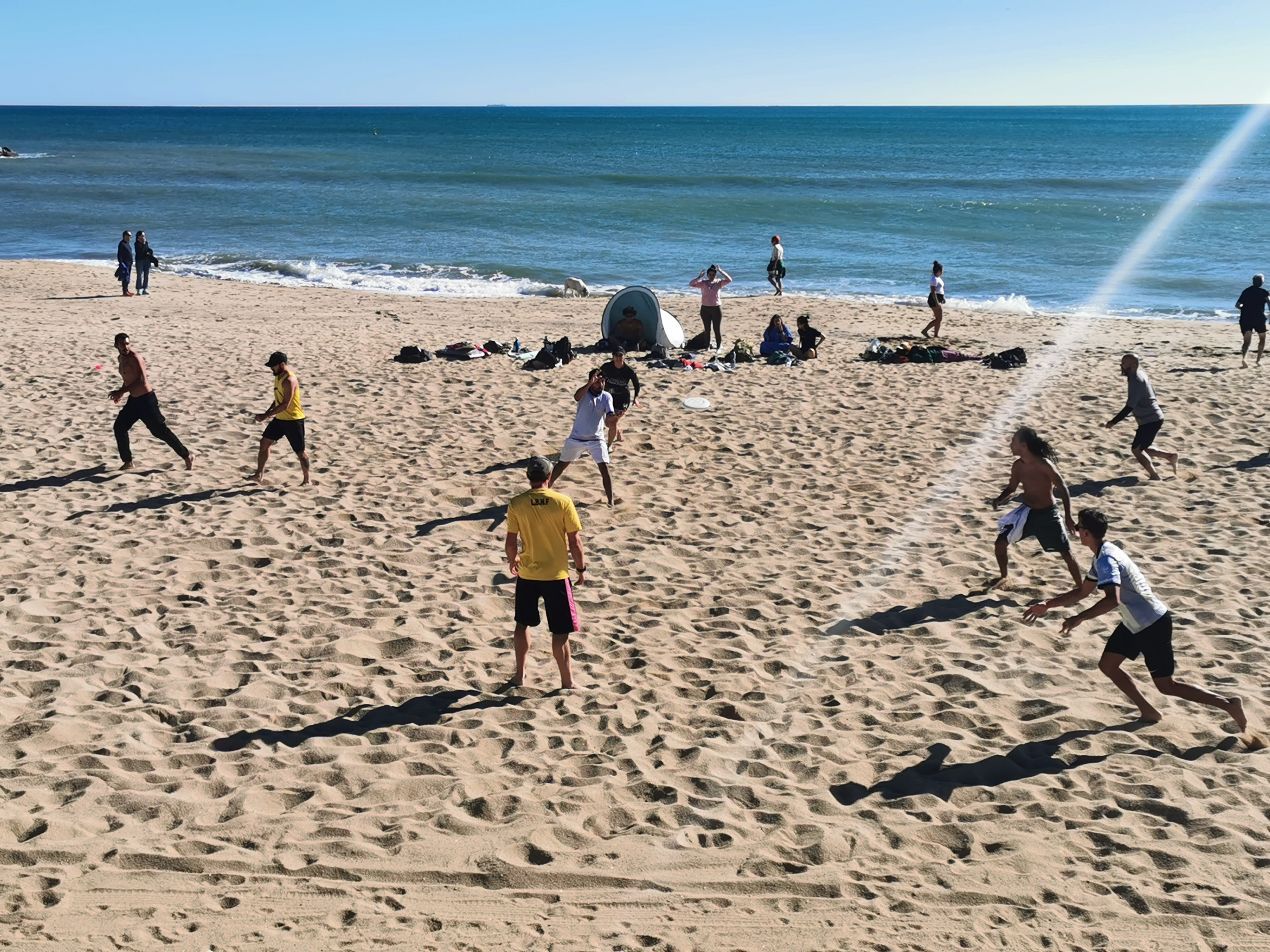
Partidet d'Ultimate platja a la Nova Mar Bella.

A Catalunya l'Ultimate és un esport minoritari però els darrers anys ha experimentat un notable creixement. El 2017 hi ha 32 clubs federats a Espanya amb uns 900 jugadors, on destaca Catalunya, les Canàries, Madrid i Santander. A Catalunya, i especialment al Vallès i Barcelona, és on hi ha més concentració d'equips, clubs i jugadors. De fet, és on es va crear la primera lliga d'aquest esport, que compta amb vuit equips oficials i cinc sense federar. Alguns dels llocs on habitualment es juga aquest esport són les platges del Bogatell, de Somorrostro i de Castelldefels. A Tarragona despunta la platja de Calafell i Torredembarra, i a Girona, Empuriabrava o Lloret de Mar.

## Història
Va ser el 1903 quan va aparèixer el primer Frisbee a Califòrnia, on grups de joves es passaven el disc volador, que era la base de llauna dels pastissos de l'empresa Frisbie Pie Company. Va ser Walter Frederick Morrison, apassionat per l'esport, qui el 1946, inspirant-se en la forma de la base del pastís va fer el primer frisbee de plàstic, al que va anomenar Disc de Plutó, però que no tingué èxit per la seva fragilitat.

Mides del terreny de joc

Al principi el joc s'anomenava frisbee i consistia en passar-se el disc volador, sense més regles. La base per la seva popularització va ser a la dècada del 1950, quan Morrison va vendre la idea a l'empresa Wham-O, que fabricava joguines als Estats Units. En aquell moment els consumidors de pastissos exigien a les pastisseries uns discos voladors més lleugers i perfeccionats, i diverses empreses començaren a produir variades formes de frisbees, fins que el 1964 es posà a la venda el primer model professional.
Pel que fa a l'elaboració d'unes regles que donessin forma al joc, van ser importants els estudiants de secundària de Maplewood de New Jersey, que el 1967 van crear una barreja de futbol americà, futbol i bàsquet que es jugava amb un frisbee. L'estudiant David Leiwant va ser qui el va batejar com a Ultimate (definitiu, de l'anglès), en considerar que era la màxima experiència esportiva possible.
El primer partit interuniversitari va ser el 1972 entre les universitats de Princeton i Rutgers; i el 1975 es va organitzar el primer torneig, a la Universitat Yale. L'associació de jugadors (Ultimate Players Association) data del 1979, i el 1981 es va crear la European Flying Disc Federation, que donaria pas a la World Flying Disc Federation el 1984.